# Les Guerriers de la beauté
Pour plus de détails, voir Fiche technique et Distribution.
Les Guerriers de la beauté est un film franco-belge réalisé par Pierre Coulibeuf et sorti en 2003.

## Fiche technique
- Titre : Les Guerriers de la beauté
- Réalisation : Pierre Coulibeuf
- Photographie : Yves Cape
- Son : Bart Vandebril
- Montage : Jean-Daniel Fernandez-Qundez
- Production : Arte France - Centre national de la cinématographie - Périscope Productions - Regards Productions - TV10 Angers - Zweites Deutsches Fernshen (ZDF)
- Pays d'origine :  France -  Belgique
- Durée : 71 minutes
- Date de sortie : 
  - France : 16 juillet 2003

## Distribution
- Els Deceukelier
- William Forsythe
- Emio Greco
- Wim Vandekeybus
- Erna Omarsdottir
- Jan Fabre
- Lisbeth Gruwez